# Z Canis Majoris
Z Canis Majoris är en eruptiv variabel  av fuor-typ i stjärnbilden Stora hunden.  Stjärnan har normalt magnitud +10,6 , men har blivit ljusstarkare i oregelbundna utbrott 1987, 2000, 2004 och 2008.
Stjärnan är en dubbelstjärna som endast är 300 000 år gammal. Komponenterna är ungefär 100 AU från varandra. Den sydöstra komponenten är en fuor och den nordvästra  en Herbig-Ae/Be-stjärna